# Asarum crassum
Asarum crassum är en piprankeväxtart som beskrevs av Maekawa. Asarum crassum ingår i släktet hasselörter, och familjen piprankeväxter. Inga underarter finns listade i Catalogue of Life.